# AeroVironment Wasp III
Wasp III Small Unmanned Aircraft System je miniaturní bezpilotní letoun vyvinutý pro útvary speciálních operací United States Air Force jako malý a lehký průzkumný prostředek k získávání informací mimo vizuální dosah. Letoun je vybaven dvěma palubními kamerami, předávajícími operátorovi informace v reálném čase, a disponuje systémy inerciální navigace a GPS, umožňujícími autonomní let od vzletu do přistání bez zásahu obsluhy. Zkonstruovala jej společnost AeroVironment Inc. a do výzbroje USAF byl poprvé zařazen v roce 2007. Existují dvě verze, klasická pozemní („Terra Wasp“), a novější verze schopná přistání ve sladké i slané vodě („Aqua Wasp“). Tato varianta, Wasp AE, byla do výzbroje USAF zařazena koncem května 2012 a USMC ji objednal v lednu 2013. V amerických ozbrojených silách Wasp AE nese oficiální označení RQ-12A.

## Vznik a vývoj
Wasp III je výsledkem mnohaletého vývojového úsilí, prováděného ve spolupráci společnosti Aerovironment a výzkumné agentury DARPA, o vyvinutí malého, přesnosného, spolehlivého a odolného bezpilotního letadla, schopného denního i nočního frontového pozorování a průzkumu. Wasp váží jen 430 gramů, je 38 cm dlouhé, rozpětí křídel má 72 cm a je rozložitelné a přenosné v batohu. Může být ovládáno dálkově anebo za pomoci GPS letět po předprogramované trase. Modulární koncepce umožňuje použití průzkumných a zaměřovacích prostředků operujících ve vizuálním nebo infračerveném spektru, zaměřených vpřed nebo do stran letu, a předávajících obraz v reálném čase pozemní řídící konzole stejného typu jako užívají větší stroje RQ-11B Raven a RQ-20 Puma. Vytrvalost je 45 minut letu, s doletem až 5 km ve výši 300 m a rychlostech mezi 40–65 km/h. Velitelství speciálních operací amerického letectva (AFSOC) vybralo Wasp III pro program BATMAV (Battlefield Air Targeting Micro Air Vehicle, ~ mikroletadlo pro vyhledávání cílů na bojišti) v prosinci 2006 s cílem poskytnout předsunutým leteckým návodčím přiděleným pozemním silám prostředek pro vyhledávání cílů mimo jejich vizuální dosah. Operační zkoušky AFSOC započaly v říjnu 2007 a o zařazení do sériové výroby plného rozsahu bylo rozhodnuto v lednu 2008. V listopadu 2007 se k programu BATMAV připojil i USMC, se zakázkou ve výši 19,3 milionu dolarů na vybavení námořní pěchoty typem Wasp na úrovni čety, jako doplněk k systémům RQ-11 Raven zařazeným na stupni rota a prapor.
V květnu 2012 AeroVironmnet představil zlepšenou verzi Wasp AE, schopnou přistání také na vodě. Ačkoliv je při hmotnosti 1,3 kg o něco těžší než původní, má o 20 % zvětšenou vytrvalost letu a nově řešený miniaturní kardanův závěs umožňuje instalaci sady zahrnující vizuální a infračervené senzory současně. I tento systém byl kromě USAF objednán také USMC.

## Uživatelé
- Austrálie
  - Australská armáda[8]
- Česko
  - Pozemní síly Armády České republiky[9][10]
- Francie
  - Francouzské námořnictvo
- Spojené státy americké
  - Letectvo Spojených států amerických
  - Námořní pěchota Spojených států amerických
- Španělsko
  - Španělské letectvo[11]
- Švédsko
  - Švédská armáda
  - Švédské letectvo
  - Švédské námořnictvo

## Specifikace (Wasp III)
Údaje dle

### Technické údaje
- Osádka: 0 (ovládán dálkově)
- Délka: 25,4 cm (10 palců)
- Rozpětí křídel: 72,3 cm (28,5 palce)
- Výška:
- Prázdná hmotnost: 453 g (1 libra)
- Maximální vzletová hmotnost:
- Pohonná jednotka: 1 × elektromotor napájený z lithium-iontových akumulátorů a pohánějící dvoulistou vrtuli
- Výkon pohonné jednotky:

### Výkony
- Maximální rychlost: 65 km/h (40 mph)
- Cestovní rychlost: 40–65 km/h (20–40 mph)
- Dolet: 5 km
- Maximální dostup: 305 m (1 000 stop)

### Avionika
- denní a noční kamery s vysokým rozlišením, systémem stabilizace obrazu, automatickým řízením pohybu a digitálním zoomem („pan-tilt-zoom“)